# Amha Records
Pour les articles homonymes, voir Amha.
Amha Records est un label discographique éthiopien, fondé par Amha Eshèté en 1969 et disparu en 1975.

## Histoire
Le label est fondé en 1969 par Amha Ashèté — à cette période disquaire sur la Piazza à Addis-Abeba — qui publiera jusqu'en 1975 quelque 103 45 tours et douze albums vinyles des plus importants chanteurs éthiopiens d'éthio-jazz comme Alèmayèhu Eshèté — qui est son premier artiste signé —, Mahmoud Ahmed, Mulatu Astatke, Tlahoun Gèssèssè, Girma Bèyènè, Seifu Yohannès et Getachew Kassa constituant ce qui est considéré comme la sonothèque la plus importante de l'« âge d'or de la musique éthiopienne ». La fin du label en 1975 est consécutive à la chute du régime d'Haïlé Sélassié en 1974 et l'exil de nombreux éthiopiens.
Les enregistrements d'Amha Records ont été rachetés par Francis Falceto qui les rééditera à partir de 1997 dans la série Éthiopiques – sur le label Buda Musique – et fera grâce à elle connaître et reconnaître mondialement la musique éthiopienne de cette période,.